# Lucia und der Sex
Lucía und der Sex (spanisch Lucía y el sexo) ist ein Drama von Regisseur Julio Medem. Für Paz Vega brachte ihre erste Hauptrolle den Durchbruch.

## Handlung
Der Film erzählt die Verwicklungen der Liebesbeziehungen zwischen den Hauptfiguren. Zu Beginn wird die Kellnerin Lucía mit ihrem Freund Lorenzo in Madrid gezeigt. Nach dem Ende dieser Beziehung flieht Lucía auf „die Insel“ und entdeckt nach und nach die dunkle Vergangenheit ihrer Beziehung und die Verbindungen, welche die anderen Personen zu Lorenzo haben. Durch ein Missverständnis am Telefon glaubt sie, Lorenzo sei gestorben.
Auf der Insel lebt sie bei Elena, die dort ein Ferienhaus betreibt und eine lockere Beziehung mit dem Tauchlehrer Antonio führt, der unter dem falschen Namen Carlos als Dauergast bei ihr lebt. Elena ahnt bald, dass Lucías Exfreund Lorenzo der Vater ihrer Tochter Luna ist. Luna wurde bei ihrem Kindermädchen Belén von einem Hund getötet, als Lorenzo bei ihr war, nachdem er seine Tochter kennengelernt hatte und kurz davor stand, eine Affäre mit Belén zu beginnen. Belén lebte mit ihrer Mutter Manuela und deren Partner Antonio zusammen, bis alle drei verschwanden. Elena zeigt Lucía die Geschichte, die ihr ein Chatpartner geschickt hat, und Lucía erkennt darin das Buch, an dem Lorenzo während ihrer gemeinsamen Zeit geschrieben hat. Sie begreift, dass Lorenzos Buch für Elena gedacht war: Ihr bot er darin an, zur Mitte der Geschichte zurückzukehren und dann eine andere Richtung zu wählen, um zu einem anderen Ende zu kommen. Und durch das Buch erfährt sie, dass der eigene Vater, Lorenzo, die Ursache für Lunas Tod gewesen ist: Um ihn zu verführen, schloss Belén sich mit ihm im Schlafzimmer ein und ließ Kind und Hund unbeaufsichtigt. Dieses traumatische Erlebnis war auch der Grund, warum Lorenzo allen Antrieb verlor und die Beziehung mit Lucía scheiterte.
Schließlich trifft Elena auf der Straße Lorenzo wieder, als sich dieser gerade von seinem Freund Pepe nach der Genesung von seinem schweren Unfall vom Krankenhaus zur Insel hat fahren lassen in der Hoffnung, dort Lucia zu finden. Zum ersten Mal seit dem Tod ihrer Tochter kann Elena wieder weinen. Sie lädt alle drei zu einem großen Essen ein, ohne Lucía etwas zu verraten, die immer noch glaubt, Lorenzo sei tot.

## Idee
Der Film erzählt eine Geschichte mit „Vorteilen“, was nochmal explizit durch Elena erwähnt wird, als sie ihre Gedanken über den von Lorenzo verfassten Roman preisgibt. Dieser Vorteil wird durch das symbolische Fallen in ein Loch beschrieben, durch das man vom Ende zur Mitte der Geschichte zurückkehren kann, um sie zu ändern. Durch das Fallen in ein Loch auf der Insel gelingt es auch Lucia die Geschichte zu ändern und den für sie totgesagten Lorenzo wieder zum Leben zu erwecken.

## Kritiken
- Die BBC lobt Lucia und der Sex als „one of the most inventive and erotic films you are likely to see this year“ („einer der innovativsten und erotischsten Filme, die man dieses Jahr zu sehen bekommt“).[2]
- Die Schweizer NZZ kritisiert: „So entsteht gelegentlich der Eindruck, dass Julio Medem an gewissen Stellen den Faden seiner stark elliptisch erzählten Geschichte fast verliert, oder aber, dass er nicht nur die Plausibilität der Geschichte überstrapaziert, sondern auch die Kombinationsfähigkeit und Aufmerksamkeit des Publikums, so dass es in der Folge mit sehr expliziten Sexszenen wieder zurückgewonnen werden muss.“[3]

## Preise
Lucía und der Sex wurde mit zahlreichen spanischen und internationalen Preisen ausgezeichnet:
- Goya ("spanische Oscars") 2002 für Paz Vega (beste neue Schauspielerin)
- Goya 2002 für Alberto Iglesias (beste Filmmusik)
- Goya-Nominierung 2002 für Julio Medem (bester Film)
- Goya-Nominierung 2002 für Julio Medem (beste Regie)
- Goya-Nominierung 2002 für Tristán Ulloa (bester Hauptdarsteller)
- Goya-Nominierung 2002 für Elena Anaya (beste Nebendarstellerin)
- Goya-Nominierung 2002 für Najwa Nimri (beste Nebendarstellerin)
- Goya-Nominierung 2002 für Paz Vega (Beste Nachwuchsdarstellerin)
- Goya-Nominierung 2002 für Julio Medem (Bestes Originaldrehbuch)
- Goya-Nominierung 2002 für Kiko de la Rica (beste Kamera)
- Goya-Nominierung 2002 für Iván Aledo (bester Schnitt)
- Goya-Nominierung 2002 für Polo Aledo, Agustín Peinado, Alfonso Pino und Santiago Thévenet (bester Ton)
- Premio Onda (spanischer Medienpreis) 2001 für Paz Vega (beste Schauspielerin)
- Premios Unión de Actores (Preise der spanischen Schauspielervereinigung) 2002 für Elena Anaya (beste Nebendarstellerin), vier weitere Nominierungen
- Filmfestival von Seattle 2002: Golden Space Needle Award für Julio Medem (beste Regie)
- Golden Satellite Award (USA) 2003: Nominierung als bester ausländischer Film

## Trivia
Der Film enthält im Nachspann die Widmung a Montse. Gemeint ist Montse Sanz, die Frau des Regisseurs, die hier (wie auch in anderen seiner Filme) für Künstlerische Leitung/Production Design zuständig war.